# FL-Bajonett

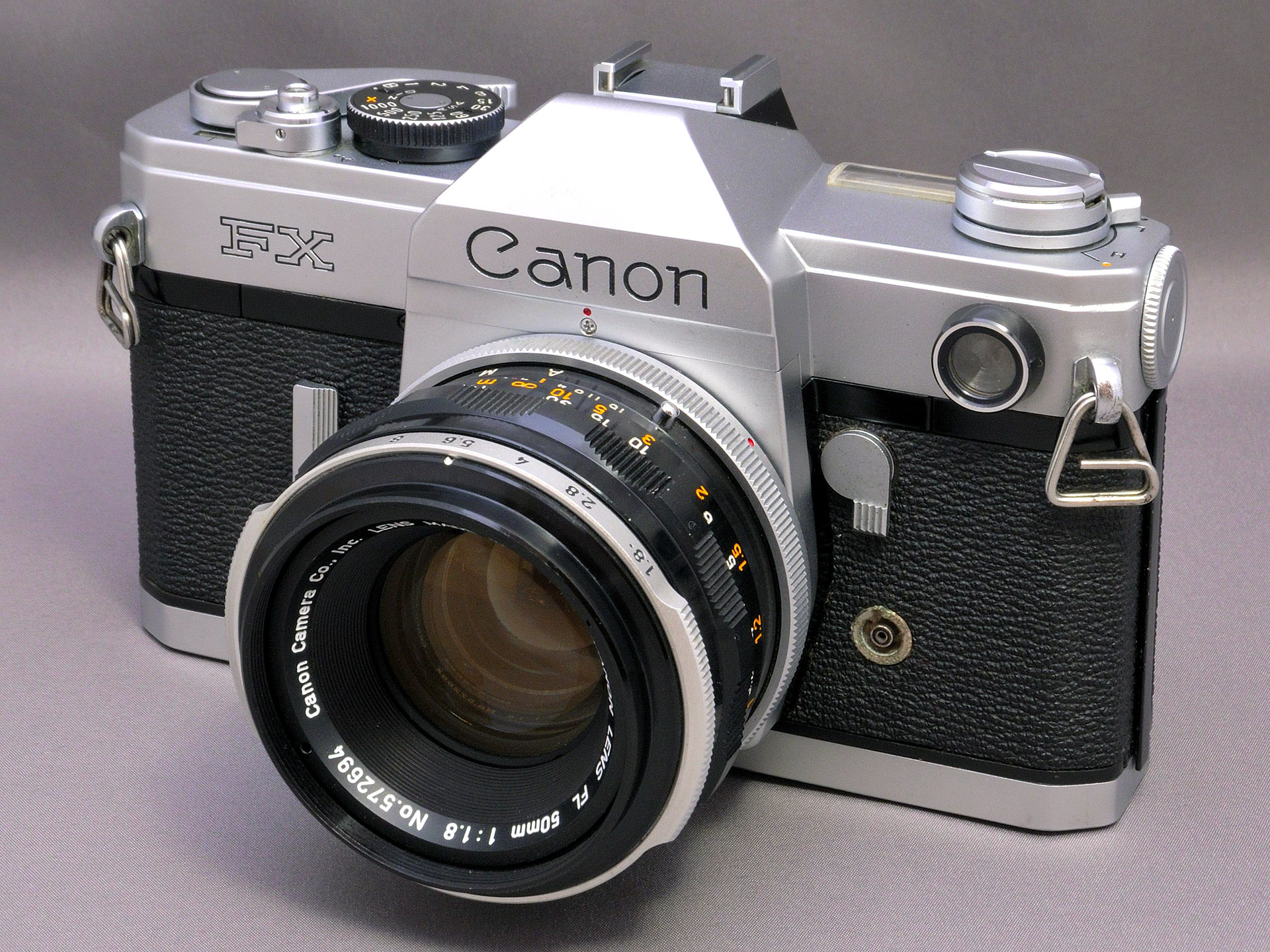
Canon FX mit FL-Objektiv

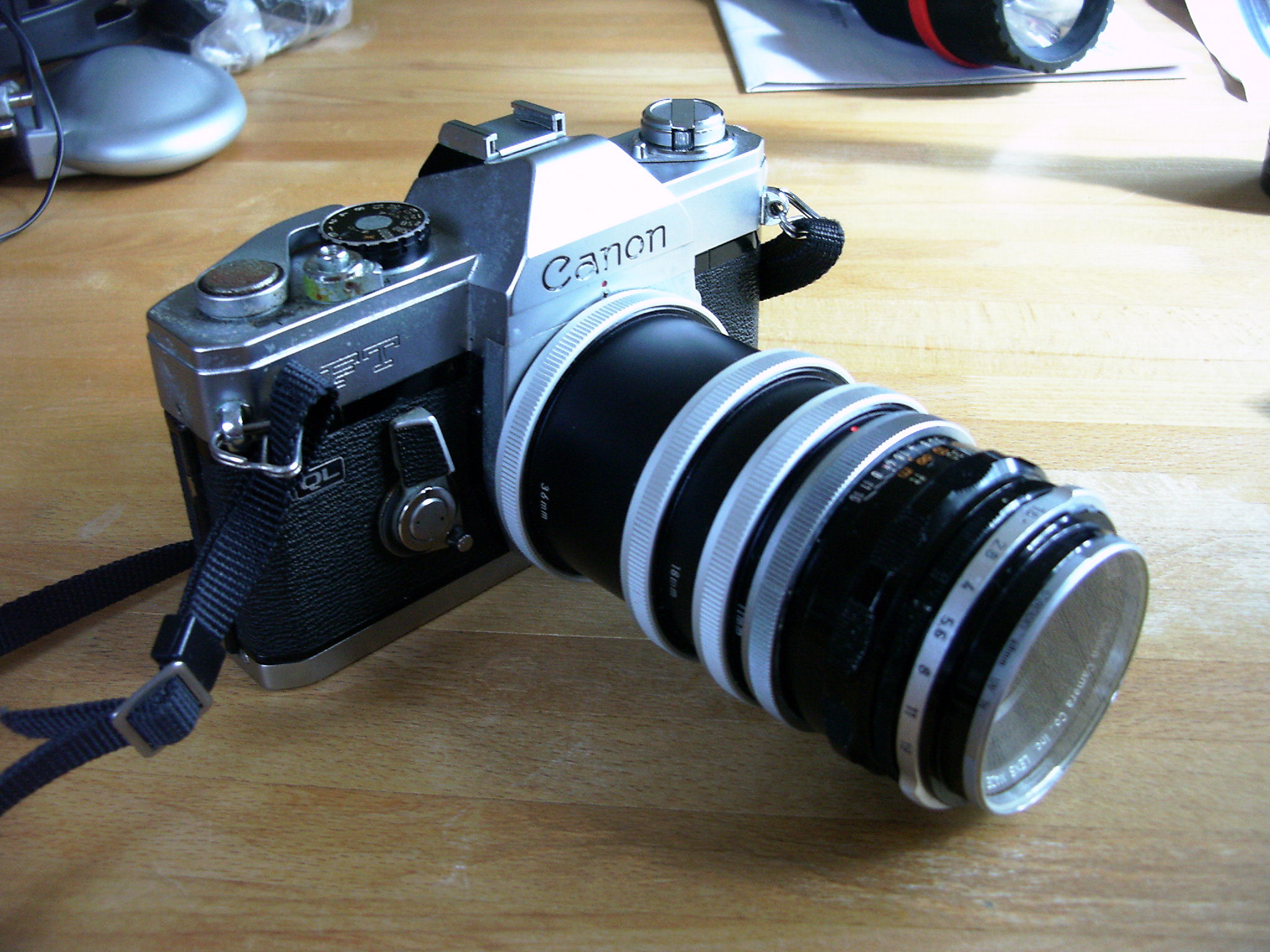
Canon FT QL mit Makroringen und FL 50mm f/1.8 Objektiv

Das Canon FL-Bajonett ist ein Objektiv-Anschluss für Kleinbild-Spiegelreflex-Kameras von Canon. Es ist die Nachfolgekonstruktion des Canon R-Bajonetts und verfügt im Gegensatz zu diesem über ein Übertragungselement, das die Springblende ermöglicht.

## FL-Bajonett

### Zeitraum
Das FL-Bajonett erschien im Mai 1964 und wurde vom 1971 erschienenen FD-Bajonett abgelöst. Einige Objektive blieben aber noch eine Zeit lang im Programm. Das FL 1200 mm f/11 erschien sogar erst im Juni 1972 und blieb bis Ende der 1970er Jahre im Programm.

### Konstruktion
Das FL-Bajonett ist zum R-Bajonett kompatibel, hat aber einen Hebel zum Abblenden, der sich bei angesetztem Objektiv unterhalb des Spiegels befindet. Trotz bereits eingestelltem Blendenwert bleibt die Blende zunächst offen für ein helles Sucherbild. Erst beim Auslösen wird über besagten Hebel abgeblendet. Für die TTL-Belichtungsmessung ist ein Abblenden ebenfalls erforderlich, was beim Betätigen des Belichtungshebels geschieht.
Die Blendenvorwahl kann abgeschaltet werden, um FL-Objektive an den R-Bajonett-Kameras, an ungekoppelten Zwischenringen, Balgengeräten oder in Retrostellung zu betreiben. Dazu muss der Springblendenhebel am Objektiv von Hand so weit gedrückt werden, bis er einrastet bzw. an einigen Objektiven ein eigens dafür vorgesehener Hebel umgelegt werden.

### Vergleich mit Super-Canomatic
Bei der Super-Canomatic, die an Objektiven für das R-Bajonett vorkommt, kann nur einmal pro Aufnahme abgeblendet werden. Dann muss das System mit dem Filmtransport erst wieder aufgezogen werden. Damit ist es für die TTL-Belichtungsmessung ungeeignet, denn hier wird erst für die Belichtungsmessung und dann noch einmal für die Aufnahme abgeblendet.

### Kameras
Für das FL-System bot Canon folgende Kameras an, alle mit Nachführ-Belichtungsmessung, die FX mit CdS-Fotozelle am Gehäusedeckel, die übrigen Kameras mit TTL-Messung:
- 1964:  FX
- 1964:  FP
- 1965:  Pellix
- 1966:  FT QL
- 1966:  Pellix QL
- 1968:  TL

### Verbreitung
Das FL-Bajonett veraltete sehr schnell, da beginnend mit der Topcon RE, die ebenfalls 1964 erschien, immer mehr Kameras mit Offenblendmessung herauskamen. Insbesondere der erfolgreichen Minolta SR-T 101 konnte Canon nichts entgegensetzen. So fand das FL-Bajonett nur eine mäßige Verbreitung. Erst das nachfolgende FD-System war erfolgreicher.

## FL-Objektive

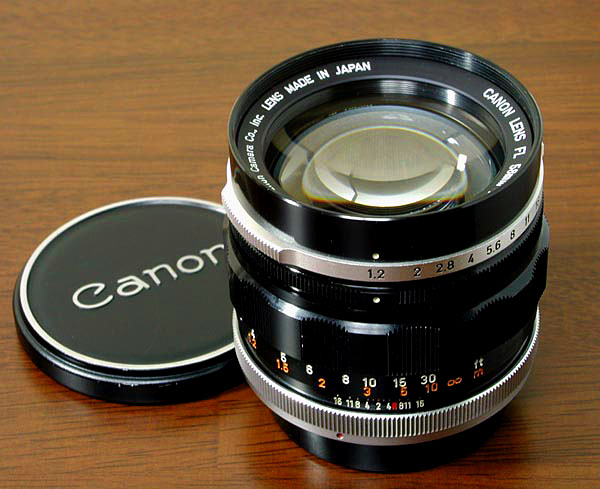
Canon FL 58 mm f/1,2

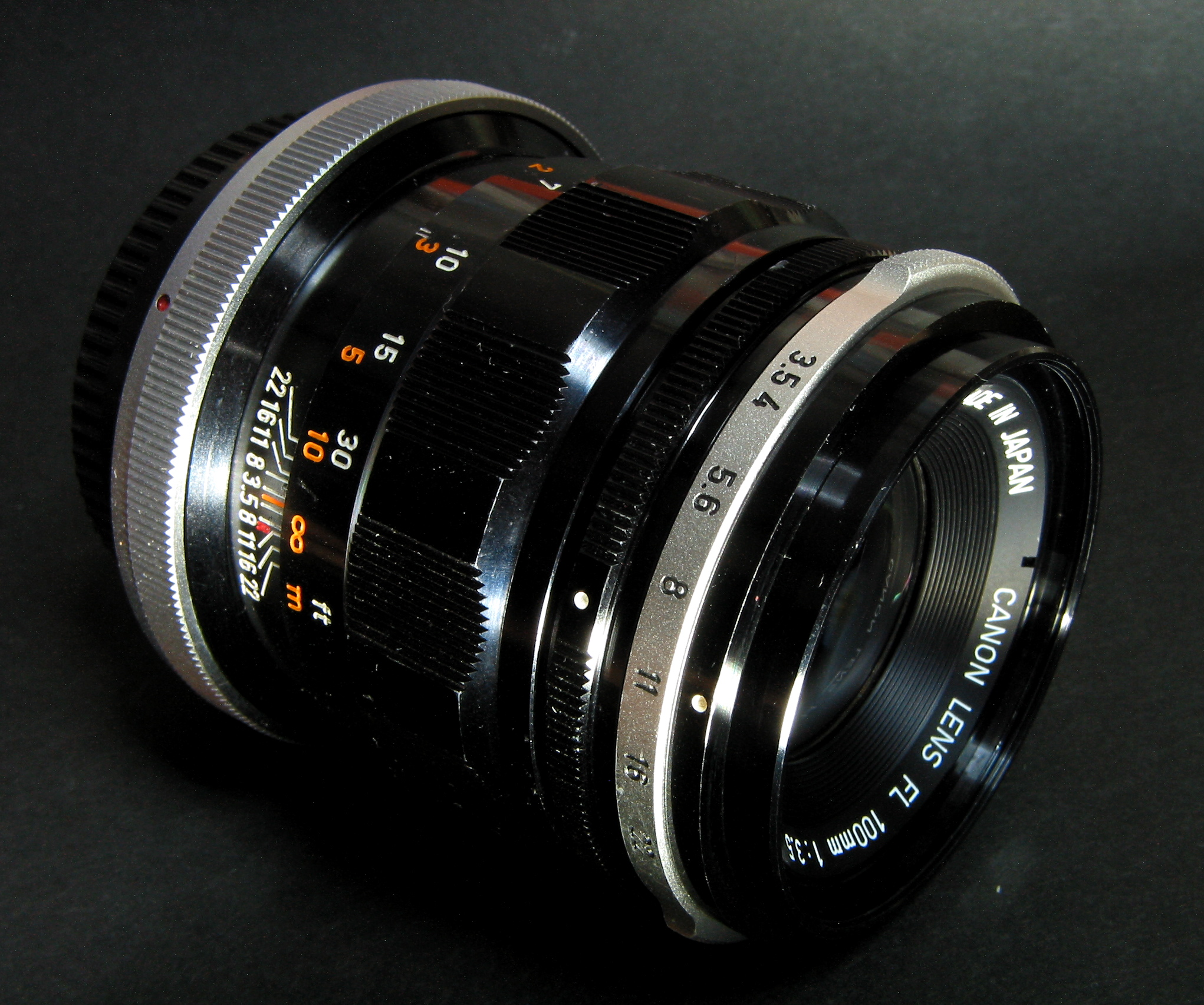
Canon FL 100 mm f/3,5

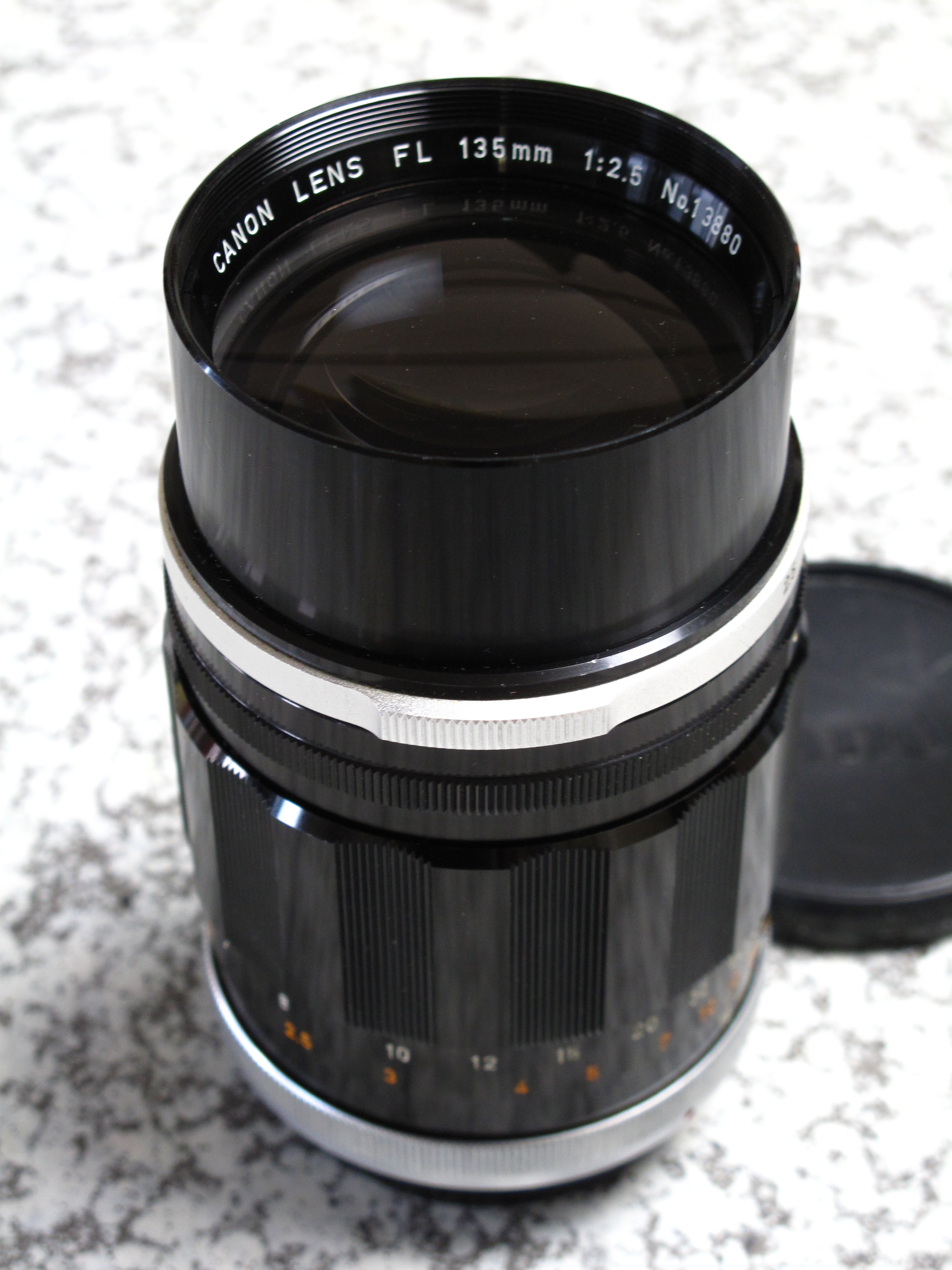
Canon FL 135 mm f/2,5

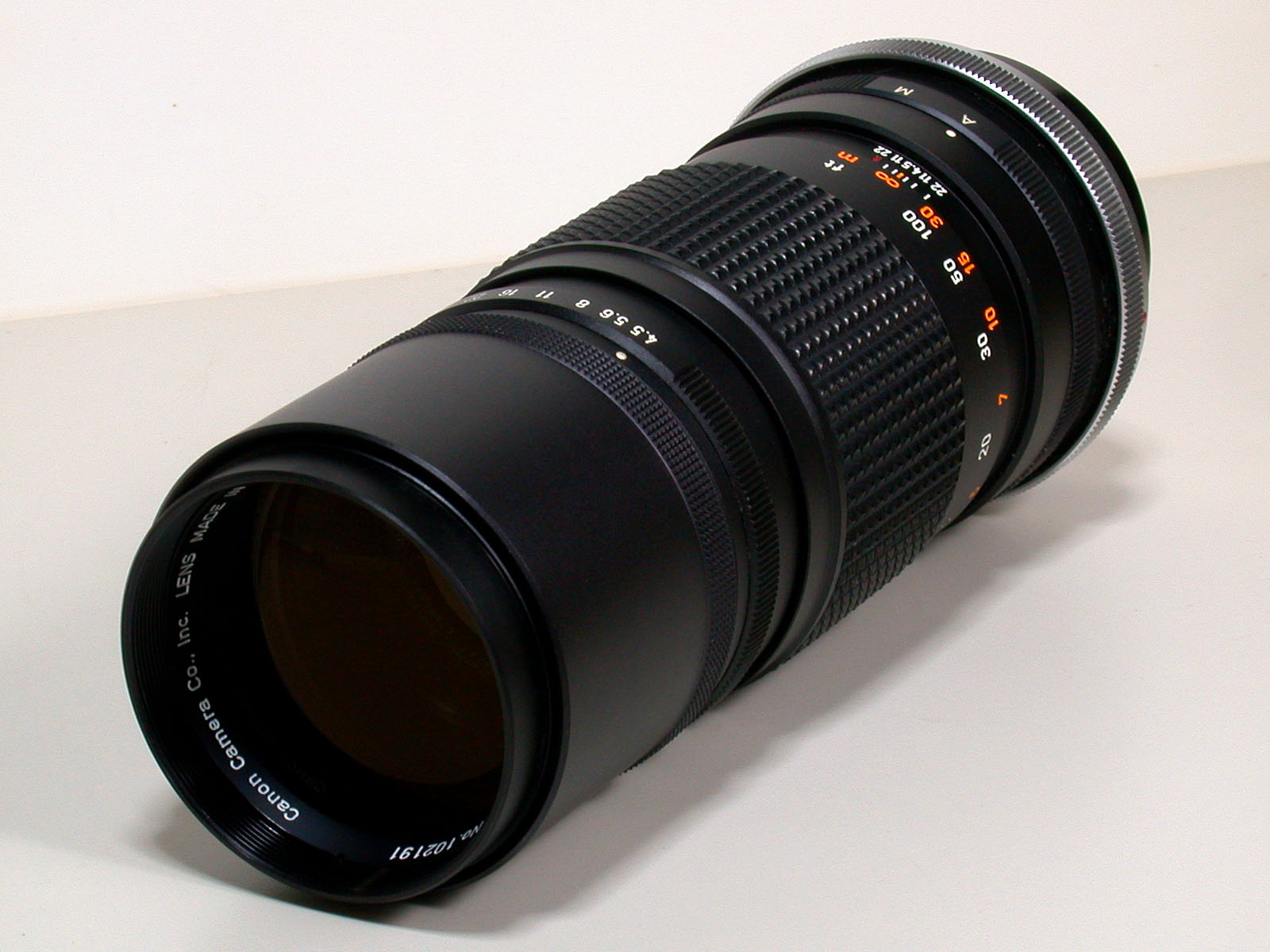
Canon FL 200 mm f/4,5

### Spezielle Objektive

#### FL 19 mm f/3,5
Die Rücklinse des Canon FL 19 mm f/3,5 ist sehr nahe an der Filmebene und ragt somit weit in den Spiegelkasten hinein. Es kann nur an Kameras mit Spiegelarretierung bei hochgeklappten Spiegel eingesetzt werden. Zu dem Objektiv gehört ein Sucher, der auf den Blitzschuh aufgesetzt wird. Demgegenüber weist das R in der Bezeichnung des FL 19mm f/3,5 R darauf hin, dass es sich um eine Retrofokus-Konstruktion handelt (Abstand der Hinterlinse von der Bildebene ist größer als die Brennweite). Dieses Objektiv kann wie gewohnt angesetzt werden.

#### FLP 38 mm f/2,8
Die Hinterlinse des FLP 38 mm f/2,8 ragt weiter als gewöhnlich in den Spiegelkasten hinein. Deswegen kann es nur an die Canon Pellix angesetzt werden, deren Spiegel weniger Platz benötigt, da er feststeht und somit nicht die Kreisbahn freigehalten werden muss, welche die beweglichen Spiegel beim Hochklappen beschreiben.

#### Fluoritobjektive
Mit den FL-Objektiven begann Canon auch, Hochleistungs-Teleobjektive zu konstruieren. Als erste Konstruktion dieses Typs kamen im Frühjahr 1969 das FL-F 300 mm f/5,6 und FL-F 500 mm f/5,6 heraus. Sie besitzen eine Linse aus Fluorit (aus einem künstlich gezüchteten Flussspat-Kristall). Anfang 1974 folgte dann noch das FL 300 mm f/2,8 S.S.C. Fluorite. 

#### Makroobjektive
Die Objektive FLM 50 mm f/3,5 und FLM 100 mm f/4 sind als Nahobjektive für den Nahbereich korrigiert und haben einen besonders langen Schneckengang, mit dem sie von Unendlich bis zum Maßstab 1 : 2 fokussiert werden können. Mit einem Zwischenring von 25 bzw. 50 mm erreichen sie den Maßstab 1 : 1.

### Tabellen aller Objektive

#### Feste Brennweiten
| Objektivbezeichnung                | Linsen | Gruppen | größter Blendenwert | Blenden- lamellen | Naheinstell- grenze | Filter    | Durch- messer | Länge    | Gewicht | Debüt          |
| ---------------------------------- | ------ | ------- | ------------------- | ----------------- | ------------------- | --------- | ------------- | -------- | ------- | -------------- |
| FL 19 mm f/3,5 s                   | 9      | 7       | 16                  | 6                 | 0,5 m               | 55 mm     | 58,6 mm       | 30 mm    | 515 g   | August 1964    |
| FL 19 mm f/3,5 R                   | 11     | 9       | 16                  | 6                 | 0,5 m               | Series IX | 82 mm         | 68 mm    | 500 g   | November 1965  |
| FL 28 mm f/3,5                     | 7      | 7       | 16                  | 6                 | 0,4 m               | 58 mm     | 65 mm         | 40 mm    | 240 g   | Dezember 1966  |
| FL 35 mm f/2,5                     | 7      | 5       | 16                  | 6                 | 0,4 m               | 48 mm     | 62 mm         | 43 mm    | 270 g   | Mai 1968       |
| FL 35 mm f/3,5 (Compact Series)    | 6      | 6       | 22                  | 6                 | 0,4 m               | 48 mm     | 62 mm         | 43 mm    | 270 g   | Mai 1968       |
| FLP 38 mm f/2,8 p                  | 4      | 3       | 16                  | 6                 | 0,8 m               | 48 mm     | 66 mm         | 21 mm    | 210 g   | Mai 1965       |
| FL 50 mm f/3,5 Macro               | 4      | 3       | 22                  | 6                 | 0,234 m             | 58 mm     | 64 mm         | 56 mm    | 295 g   | Juni 1965      |
| FL 50 mm f/1,8 I                   | 6      | 4       | 16                  | 6                 | 0,6 m               | 48 mm     | 61 mm         | 40 mm    | 228 g   | März 1964      |
| FL 50 mm f/1,8 II                  | 6      | 4       | 16                  | 6                 | 0,6 m               | 48 mm     | 62 mm         | 42,5 mm  | 280 g   | März 1968      |
| FL 50 mm f/1,4 I                   | 6      | 5       | 16                  | 8                 | 0,6 m               | 58 mm     | 64 mm         | 43 mm    | 280 g   | September 1966 |
| FL 50 mm f/1,4 II                  | 7      | 6       | 16                  | 8                 | 0,6 m               | 58 mm     | 65 mm         | 51 mm    | 340 g   | Mai 1968       |
| FL 55 mm f/1,2                     | 7      | 5       | 16                  | 8                 | 0,6 m               | 58 mm     | 67 mm         | 52,5 mm  | 480 g   | Juli 1968      |
| FL 58 mm f/1,2 I th                | 7      | 5       | 16                  | 8                 | 0,6 m               | 58 mm     | 64,5 mm       | 52,5 mm  | 410 g   | März 1964      |
| FL 58 mm f/1,2 II th               | 7      | 5       | 16                  | 8                 | 0,6 m               | 58 mm     | 64,5 mm       | 52,5 mm  | 410 g   | März 1966      |
| FL 85 mm f/1,8                     | 5      | 4       | 16                  | 8                 | 1 m                 | 58 mm     | 64 mm         | 65 mm    | 445 g   | September 1964 |
| FLM 100 mm f/4 m                   | 5      | 3       | 22                  | 8                 | -                   | 48 mm     | 61 mm         | 43 mm    | 220 g   | September 1969 |
| FL 100 mm f/3,5                    | 5      | 4       | 22                  | 6                 | 1 m                 | 48 mm     | 63 mm         | 61 mm    | 278 g   | Oktober 1964   |
| FL 135 mm f/3,5 (Compact Series)   | 4      | 3       | 22                  | 8                 | 1,5 m               | 48 mm     | 62 mm         | 83 mm    | 434 g   | September 1966 |
| FL 135 mm f/2,5                    | 6      | 4       | 16                  | 8                 | 1,5 m               | 58 mm     | 68 mm         | 102 mm   | 645 g   | Mai 1965       |
| FL 200 mm f/3,5 I                  | 7      | 5       | 22                  | 8                 | 2,5 m               | 58 mm     | 68 mm         | 152,5 mm | 660 g   | März 1964      |
| FL 200 mm f/3,5 II                 | 7      | 5       | 22                  | 8                 | 2,5 m               | 58 mm     | 68 mm         | 152,5 mm | 680 g   | Mai 1966       |
| FL 200 mm f/4,5 (Compact Series)   | 5      | 4       | 22                  | 8                 | 2,5 m               | 48 mm     | 63 mm         | 146 mm   | 555 g   | September 1966 |
| FL-F 300 mm f/5,6 f2               | 7      | 6       | 22                  | 8                 | 3,5 m               | 58 mm     | 75 mm         | 168 mm   | 850 g   | Mai 1969       |
| FL 300 mm f/2,8 S.S.C. Fluorite f1 | 6      | 5       | 32                  | 12                | 3,5 m               | 34 mm h   | 112 mm        | 230 mm   | 2340 g  | Februar 1974   |
| FL 400 mm f/5,6 z                  | 5      | 4       | 32                  | 8                 | 4,5 m               | 48 mm h   | 108 mm        | 338 mm   | 3890 g  | September 1971 |
| FL-F 500 mm f/5,6 f1               | 6      | 5       | 22                  | 8                 | 10 m                | 95 mm     | 106 mm        | 300 mm   | 2700 g  | Juni 1969      |
| FL 600 mm f/5,6 z                  | 6      | 5       | 32                  | 8                 | 10 m                | 48 mm h   | 128 mm        | 448 mm   | 5000 g  | September 1971 |
| FL 800 mm f/8 z                    | 7      | 5       | 32                  | 8                 | 18 m                | 48 mm h   | 128 mm        | 508 mm   | 5360 g  | September 1971 |
| FL 1200 mm f/11 z                  | 7      | 5       | 64                  | 8                 | 40 m                | 48 mm h   | 128 mm        | 853 mm   | 6200 g  | Juni 1972      |

#### Zoomobjektive
| Objektivbezeichnung                    | Typ         | Linsen | Gruppen | größter Blendenwert | Blenden- lamellen | Naheinstell- grenze | Filter | Durch- messer | Länge  | Gewicht | Debüt         |
| -------------------------------------- | ----------- | ------ | ------- | ------------------- | ----------------- | ------------------- | ------ | ------------- | ------ | ------- | ------------- |
| FL 55 - 135 mm f/3,5                   | Drehzoom    | 13     | 10      | 22                  | 8                 | 2 m                 | 58 mm  | 69 mm         | 140 mm | 780 g   | März 1964     |
| FL 85 - 300 mm f/5                     | Drehzoom    | 15     | 9       | 22                  | 6                 | 4 m                 | 72 mm  | 93 mm         | 279 mm | 1850 g  | April 1965    |
| FL 100 - 200 mm f/5,6 (Compact Series) | Schiebezoom | 8      | 5       | 22                  | 8                 | 2,5 m               | 55 mm  | 64 mm         | 173 mm | 650 g   | Dezember 1966 |